# Docosia obscura
Docosia obscura är en tvåvingeart som beskrevs av Daniel William Coquillett 1901. Docosia obscura ingår i släktet Docosia och familjen svampmyggor.
Artens utbredningsområde är New Hampshire. Inga underarter finns listade i Catalogue of Life.